# 渡辺真也 (放送作家)
渡辺 真也（わたなべ しんや、1970年8月10日 - 2015年10月30日）は、日本の放送作家。北海道常呂郡置戸町出身。
北海道北見北斗高等学校ではせきしろと同級生であった。大学進学で上京。1993年頃に開催された深夜番組のテレビコント大賞（フジテレビとニッポン放送が主催）で優勝（他にもう1名）。伊藤正宏に声をかけられたことがきっかけで放送作家となった（伊藤が参加していた『とぶくすり』でデビュー）。
「渡辺・プロ」名義での参加もある。 
2015年10月30日に死去。45歳没。2024年現在も『クイズ☆正解は一年後』ではスタッフロールに名前が残され続けている。

## 参加作品
- フジテレビ
  - 初詣!爆笑ヒットパレード
  - 笑っていいとも![6]
  - はねるのトびら
  - とぶくすり
  - めちゃ×2モテたいッ!
  - めちゃ×2イケてるッ! ※ 「渡辺・プロ」名義[5][7]
  - バイキング （月曜チーフ構成）[8] 2014年4月7日（月曜初回） - 2015年10月19日

- TBS
  - 未来日記
  - クイズ☆タレント名鑑
  - クイズ☆正解は一年後[9] 2013年12月30日、2014年12月30日、2015年12月30日、2016年12月30日、2017年12月30日、2018年12月30日、2019年12月30日、2020年12月30日、2021年12月30日、2022年12月30日、2023年12月30日
  - 水曜日のダウンタウン 2014年4月23日（初回） - 2015年11月11日
  - 爆報! THE フライデー[10] 2011年10月21日（初回） - 2015年11月13日[11]

- テレビ朝日
  - 志村&鶴瓶のあぶない交遊録[12] ※ 番組内企画「英語禁止ボウリング」の審判も担当。
  - 虎の門
  - シルシルミシルさんデー
  - くりぃむナントカ
  - くりぃむナンチャラ （チーフ構成）[13]

- 日本テレビ
  - 月曜から夜ふかし[14] 2012年4月9日（初回） - 2016年3月21日

- テレビ東京
  - シロウト名鑑

ほか多数